# Штреземан, Густав
Гу́став Э́рнст Штре́земан (нем. Gustav Ernst Stresemann; 10 мая 1878[…], Берлин — 3 октября 1929[…], Берлин) — немецкий политик (Немецкая народная партия), рейхсканцлер и министр иностранных дел Веймарской республики.
Лауреат Нобелевской премии мира 1926 года (вместе с Аристидом Брианом) за заключение Локарнских соглашений, гарантировавших послевоенные границы в Западной Европе.
В честь Густава Штреземана назван мужской костюм-тройка.

## Биография
Густав Штреземан родился в семье берлинского торговца пивом и владельца пивной Эрнста Августа Штреземана и его супруги Матильды. Густав был единственным из пяти детей в семье, кто учился в гимназии, где он проявлял особый интерес к истории и биографиям известных исторических личностей: Наполеона и Гёте. Окончив школу в 1897 году, с 1898 по 1901 годы изучал в Лейпциге сначала литературу и историю, а затем экономику.
В 1901 году Штреземан закончил учёбу, защитив диссертацию по теме «Развитие торговли бутылочным пивом в Берлине». Отец Густава Штреземана владел в Берлине небольшой пивной на Кёпеникской улице. В 1901—1904 годах Штреземан работал представителем Союза немецких производителей шоколада.
В 1903 году Штреземан женился на дочери берлинского промышленника Кете Клеефельд, у них родилось два сына — Вольфганг, ставший впоследствии композитором и дирижёром, и Иоахим. Кете Штреземан была заметной фигурой в общественной жизни Берлина «золотых двадцатых годов».

## Политическая деятельность
Пройдя этап политических симпатий к Национал-социальному союзу Фридриха Наумана, Штреземан начал в 1903 году политическую карьеру, вступив в Национал-либеральную партию Германии. В партии ему была отведена роль кронпринца при его учителе в политике Эрнсте Бассермане. В 1906 году Штреземана избрали в городской совет Дрездена, а в 1907 году он стал самым молодым депутатом рейхстага. В 1910 году Густав Штреземан вошёл в состав правления Союза промышленников Германии.
Штреземан, выступавший за социальную политику, часто оказывался в конфликте с правым крылом своей Национал-либеральной партии, где преобладали представители тяжёлой промышленности Саксонии. Это крыло воспрепятствовало повторному избранию Штреземана в правление партии. Потеряв в 1912 году мандат депутата рейхстага, Штреземан в составе группы экономических экспертов отправился в ознакомительную поездку в США и Канаду. Штреземан был членом союза колониальных обществ Германии и многих других общественных организаций и объединений, в том числе, Германо-американского торгового общества.
На довыборах в Восточной Фризии в 1914 г. Густав Штреземан вновь стал депутатом рейхстага, в 1919 году возглавил фракцию национал-либералов в рейхстаге и стал заместителем председателя своей партии. На этом посту он пытался добиться слияния Национал-либеральной партии с Прогрессивной народной партией. Потерпев неудачу, Штреземан занялся строительством собственной партии — Немецкой народной, председателем которой он являлся до своей смерти.
На выборах 1920 года партия Штреземана добилась успеха и участвовала в формировании правительства Ференбаха. Штреземан возглавил фракцию партии в рейхстаге и руководил комитетом рейхстага по иностранным делам. С августа по ноябрь 1923 года во время Рурского конфликта Густав Штреземан занимал пост рейхсканцлера и министра иностранных дел в коалиционном правительстве ННП, СДПГ, НДП и партии Центра, а затем вплоть до своей смерти занимал пост министра иностранных дел Германии.
Масон. Посвящён в 1923 году в берлинской масонской ложе «Фридрих Великий». Почётный член Великой национальной материнской ложи Три глобуса. Инициатор создания (наряду с Брианом Аристидом и Эррио Эдуардом) Панъевропейского союза. В его честь в 2002 году в Берлине названа ложа «Густав Штреземан», входящая в Объединённые великие ложи Германии.
В 1926 году за свой вклад в укрепление мира при заключении Локарнских соглашений Густав Штреземан был награждён Нобелевской премией мира, в 1928 году стал почётным доктором Гейдельбергского университета.
С 14 по 16 июня 1927 года он принимал участие в Женевской конференции министров иностранных дел, которая была собрана по инициативе Джозефа Остина Чемберлена.

## Смерть
Здоровье Штреземана было серьёзно подорвано перегрузками, 3 октября 1929 года он умер от последствий инсульта и был похоронен на Луизенштадтском кладбище в берлинском районе Кройцберг.
- Штреземан в 1923 году на встрече с журналистами
- Густав Штреземан с супругой Кете и сыном Вольфгангом на отдыхе в Карловых Варах. Сентябрь 1929